# Me and You and Everyone We Know
Me and You and Everyone We Know (prt: Eu, Tu e Todos os Que Conhecemos; bra: Eu, Você e Todos Nós) é um filme britano-estadunidense de 2005, do gênero comédia dramática, escrito e realizado por Miranda July.

## Prêmios e indicações
| Prêmio/evento           | Categoria   | Recipiente          | Resultado |
| ----------------------- | ----------- | ------------------- | --------- |
| Festival de Cannes 2005 | Caméra d'or | Miranda July (dir.) | Venceu    |

## Elenco
- Miranda July ....... Christine Jesperson
- John Hawkes ....... Richard Swersey
- Miles Thompson ....... Peter Swersey
- Brandon Ratcliff ....... Bobby Swersey
- Natasha Slayton ....... Heather
- Najarra Townsend ....... Rebecca
- Carlie Westerman ....... Sylvie
- JoNell Kennedy ....... Pam
- Brad William Henke ....... Andrew
- Tracy Wright ....... Nancy Herrington
- Ellen Geer ....... Ellen
- Jordan Potter ....... Shamus
- Colette Kilroy ....... mãe de Sylvie
- James Kayten ....... pai de Sylvie

## Sinopse
Christine é uma artista que usa seus projetos como forma de se aproximar das pessoas. Foi assim que ela conheceu Richard, vendedor de calçados recém-separado, que logo se encantou por ela. O mais velho dele vem sendo assediado por colegas de classe que querem saber tudo sobre sexo, e o mais novo mantém uma relação virtual.